# Christian Theodor Weinlig
Christian Theodor Weinlig (Dresden, 25 juli 1780 - Leipzig, 7 maart 1842) was een Duitse muziekpedagoog, componist en dirigent in Dresden en Leipzig.

## Leven
Weinlig studeerde van 1797 tot 1803 rechten  aan de  Universiteit van Leipzig en werkte vanaf 1803 als in Dresden. Hij kreeg muziekles van zijn oom Christian Ehregott Weinlig en van  Stanislao Mattei in Bologna, waar hij lid was van de  Accademia Filarmonica. Zijn oom werkte als cantor in de Kruiskerk van Dresden. Van 1814 tot 1817  werkte Weinlig eveneens  als Kreuzkantor in Dresden. In 1823 werd hij Thomascantor in Leipzig. Dit ambt vervulde  hij tot zijn dood.
Weinlig ligt begraven op het oude Johanneskerkhof te Leipzig, waar zijn steen nog te zien is. 
Tot zijn bekendste leerlingen hoort de pianiste en componiste Clara Schumann geboren Wieck en de componist en dirigent Richard Wagner. Deze droeg zijn eerste werk (Klaviersonate in B-Dur) aan Weinlig op.

## Werken
- Dreißig kurze Singübungen für die Altstimme mit Begleitung des Pianoforte, Hofmeister, Leipzig, 1840.

- Bibliothèque nationale de France: cb14798579c (data)
- Gemeinsame Normdatei: 117269565
- International Standard Name Identifier: 0000 0000 7328 2839
- Library of Congress Control Number: no2003078412
- Nationale Bibliotheek van Letland: 000274962
- MusicBrainz: dab68a17-805f-4356-922c-76b993a34673
- Nationale Bibliotheek van Tsjechië: xx0109267
- Nationale Bibliotheek van Polen: a0000003609827
- Nederlandse Thesaurus van Auteursnamen: 108125270
- Réseau des bibliothèques de Suisse occidentale: 02-A022697954
- Istituto Centrale per il Catalogo Unico: MUSV068490
- Système universitaire de documentation: 251600106
- Virtual International Authority File: 47026112
- WorldCat: E39PBJy4jDjdK6f8fYRcQtWYyd